# Trifolium arvense
Trifolium arvense, llamado comúnmente pie de liebre, es una hierba anual o bienal, que alcanza los 40 cm de alto, nativa de las zonas frías y templadas de Europa y el oeste asiático. Prefiere los suelos arenosos, ácidos o alcalinos; se encuentra habitualmente en descampados, en zonas no irrigadas o de escasa humedad.

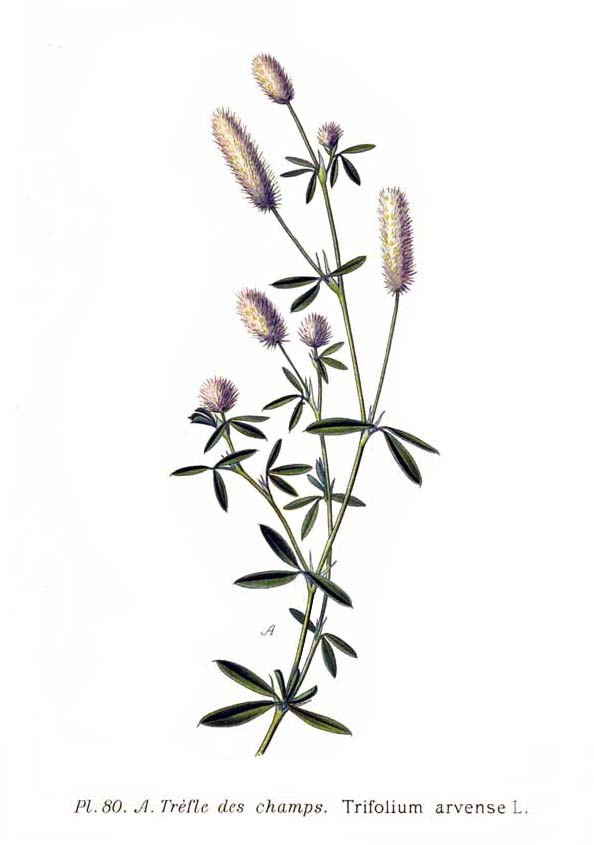
Ilustración

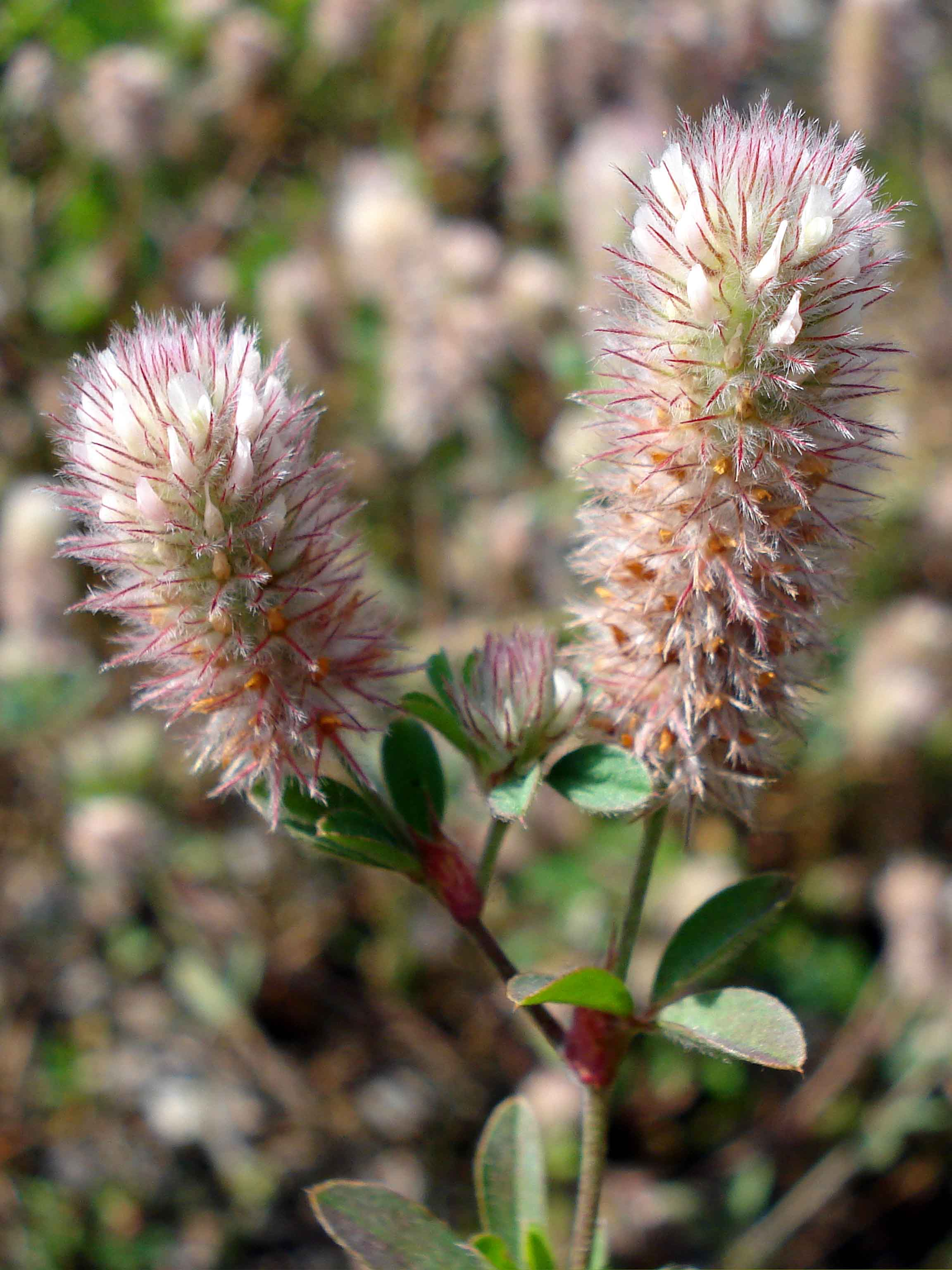
Detalle

## Descripción
Son plantas anuales, tomentosas. Tallos de 5-35 cm de altura, ascendentes o erectos, ramificados. Hojas superiores subsentadas; las inferiores con pecíolos de hasta 25 mm; folíolos de 7-18 x 2-4 (-5) mm, linear-oblongos o estrechamente elípticos, ligeramente denticulados, mucronados; estípulas ovado-lanceoladas, acuminadas. Inflorescencias de 9-25 x 7-18 mm, ovoideas o cilíndricas, axilares y terminales, multifloras, sobre pedúnculos de hasta 35 mm. Flores sentadas. Cáliz con 1O nervios, tomentoso, con tubo ovoideo en la fructificación; dientes subiguales, 2-3 veces más largos que el tubo, setáceos. Corola de (2,5) 3-4 (-4,5) mm, mucho más corta que el cáliz, blanca o rosada. Florece de marzo a julio.

## Taxonomía
Trifolium arvense fue descrita por Carlos Linneo y publicado en Species Plantarum 2: 769. 1753.
Citología
Número de cromosomas de Trifolium arvense (Fam. Leguminosae) y táxones infraespecíficos: 2n=14
Etimología
Trifolium: nombre genérico derivado del latín que significa "con tres hojas".
arvense: epíteto latino que significa "de campos cultivados".
Variedades
- Trifolium arvense subsp. arvense L.
- Trifolium arvense var. gracile (Thuill.) DC.

Sinonimia
- Trifolium agrestinum Boreau
- Trifolium arenivagum Boreau
- Trifolium arvense subsp. gracile (Thuill.) Nyman
- Trifolium arvense var. gracile (Thuill.) DC.
- Trifolium brachyodon (Celak.) A.Kern.
- Trifolium brittingeri Opiz
- Trifolium capitulatum Pau
- Trifolium eriocephalum Ledeb.
- Trifolium gracile Thuill.
- Trifolium longisetum Boiss. & Balansa[6]

## Nombre común
- Garbancillo, la trinidad, lagopo, lagopode, pata de liebre, pie de liebre, pie de liebre menor, trebulo, trébol, trébol arvense, trébol de pie de liebre, trébul.[7]